# Etakrinska kislina
Etakrínska kislína je diuretična učinkovina, ki preprečuje reabsorpcijo Na+ in Cl- v zanki nefrona. Uporablja se za zniževanje krvnega tlaka ter pri edemih zaradi kongestivne srčne bolezni, ledvične ali jetrne odpovedi. Za razliko od večine drugih diuretikov zanke nefrona etakrinska kislina ne spada med sulfonamide in zato ni kontraindicirana pri posameznikih, preobčutljivih na sulfonamide. 
Etakrinska kislina je fenoksi-derivat ocetne kisline, ki v svoji strukturi vsebuje ketonsko in metilensko skupino. V organizmu se tvori adukt s cisteinom, kar predstavlja aktivno obliko učinkovine.

## Dajanje
Etakrinska kislina je na trgu v obliki 25- in 50-miligramskih peroralnih tablet. V obliki natrijeve soli se daje tudi intravensko.

## Neželeni učinki
Kot vsi diuretiki tudi etakrinska kislina povzroča pogostejše odvajanje seča, vendar ta neželeni učinek po več tednih jemanja zdravila običajno izzveni.
Povzroči lahko tudi hipokaliemijo (znižano krvno koncentracijo kalija), kar lahko povzroči mišične krče in šibkost. Poročali so tudi o prehodni ali trajni izgubi sluha in jetrnih okvarah.
Pri peroralni aplikaciji se lahko pojavi driska, pri višjih odmerkih tudi krvavitve v prebavilih.